# Blízkovýchodní kvartet

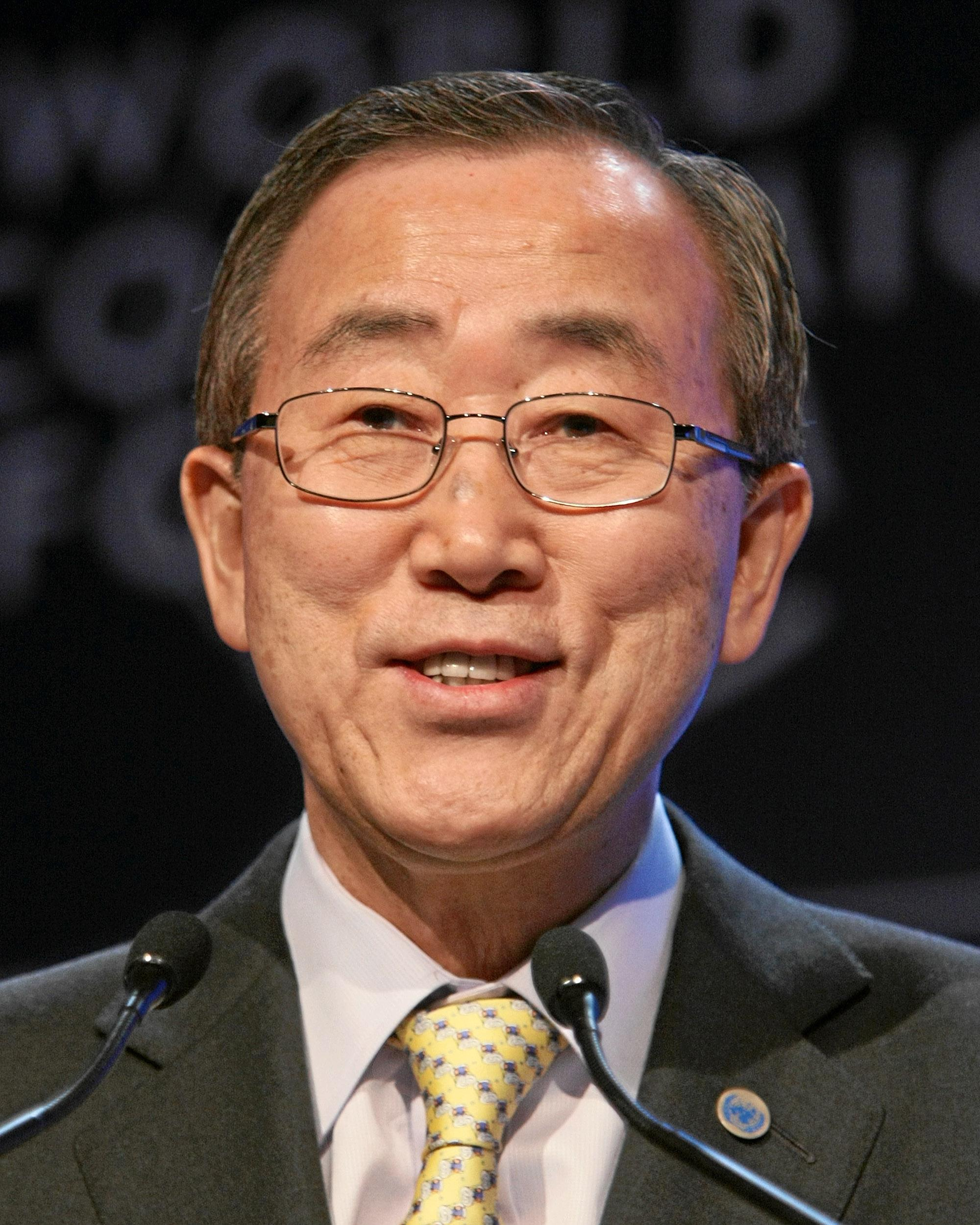
Generální tajemník OSN Pan Ki-mun, jeden z představitelů Blízkovýchodního kvartetu

Blízkovýchodní kvartet (anglicky The Quartet on the Middle East) je čtveřice států, mezinárodních a supranacionálních organizací, angažujících se ve vyjednávání mírového procesu izraelsko-palestinského konfliktu. Kvartet sestává ze Spojených států amerických (USA), Ruska, Evropské unie (EU) a Organizace Spojených národů (OSN). Skupina byla založena v roce 2002 v Madridu tehdejším španělským premiérem Aznarem jako důsledek eskalujícího konfliktu na Blízkém východě. V letech 2007 až 2015 byl zvláštním vyslancem kvartetu bývalý britský premiér Tony Blair. Po něm funkci převzal nizozemský konzultant a diplomat Kito de Boer.

## Kvartet a jeho představitelé
- Organizace spojených národů – Generální tajemník OSN António Guterres
- Evropská unie – Vysoký představitel EU pro vnější vztahy a bezpečnostní politiku Federica Mogheriniová
- Rusko – Ministr zahraničních věcí Sergej Lavrov
- Spojené státy americké – Ministr zahraničních věcí Antony Blinken
- Zvláštní vyslanec – Kito de Boer